# Challenger de Cali 2016
El torneo Seguros Bolívar Open Cali 2016 es un torneo profesional de tenis. Pertenece al ATP Challenger Series 2016. Se disputará su 9.ª edición sobre superficie Tierra batida, en Cali, Colombia entre el 3 al 10 de julio de 2016.

## Jugadores participantes del cuadro de individuales
| Favorito | País                               | Jugador              | Rank1 | Posición en el torneo |
| -------- | ---------------------------------- | -------------------- | ----- | --------------------- |
| 1        | Bandera de la República Dominicana | Víctor Estrella      | 77    | Final                 |
| 2        | Bandera de Colombia                | Alejandro González   | 154   | Primera ronda         |
| 3        | Bandera de Chile                   | Gonzalo Lama         | 161   | Primera ronda         |
| 4        | Bandera de Colombia                | Eduardo Struvay      | 162   | Segunda ronda         |
| 5        | Bandera de Brasil                  | João Souza           | 183   | Cuartos de final      |
| 6        | Bandera de El Salvador             | Marcelo Arévalo      | 218   | Primera ronda         |
| 7        | Bandera de Barbados                | Darian King          | 255   | CAMPEÓN               |
| 8        | Bandera de Argentina               | Juan Ignacio Lóndero | 258   | Primera ronda         |

- 1 Se ha tomado en cuenta el ranking del 27 de junio de 2016.

### Otros participantes
Los siguientes jugadores recibieron una invitación (wild card), por lo tanto ingresan directamente al cuadro principal (WC):
- Nicolás Mejía
- Cristian Rodríguez
- Giovanni Lapentti
- Felipe Mantilla

Los siguientes jugadores ingresan al cuadro principal tras disputar el cuadro clasificatorio (Q):
- Juan Sebastián Gómez
- Roberto Quiroz
- Marcelo Barrios
- Nicolás Jarry

## Campeones

### Individual Masculino
- Darian King derrotó en la final a  Víctor Estrella, 5–7, 6–4, 7–5

### Dobles Masculino
- Nicolás Jarry /  Hans Podlipnik derrotaron en la final a  Erik Crepaldi /  Daniel Dutra da Silva, 6–1, 7–6